# Musée du Templo Mayor

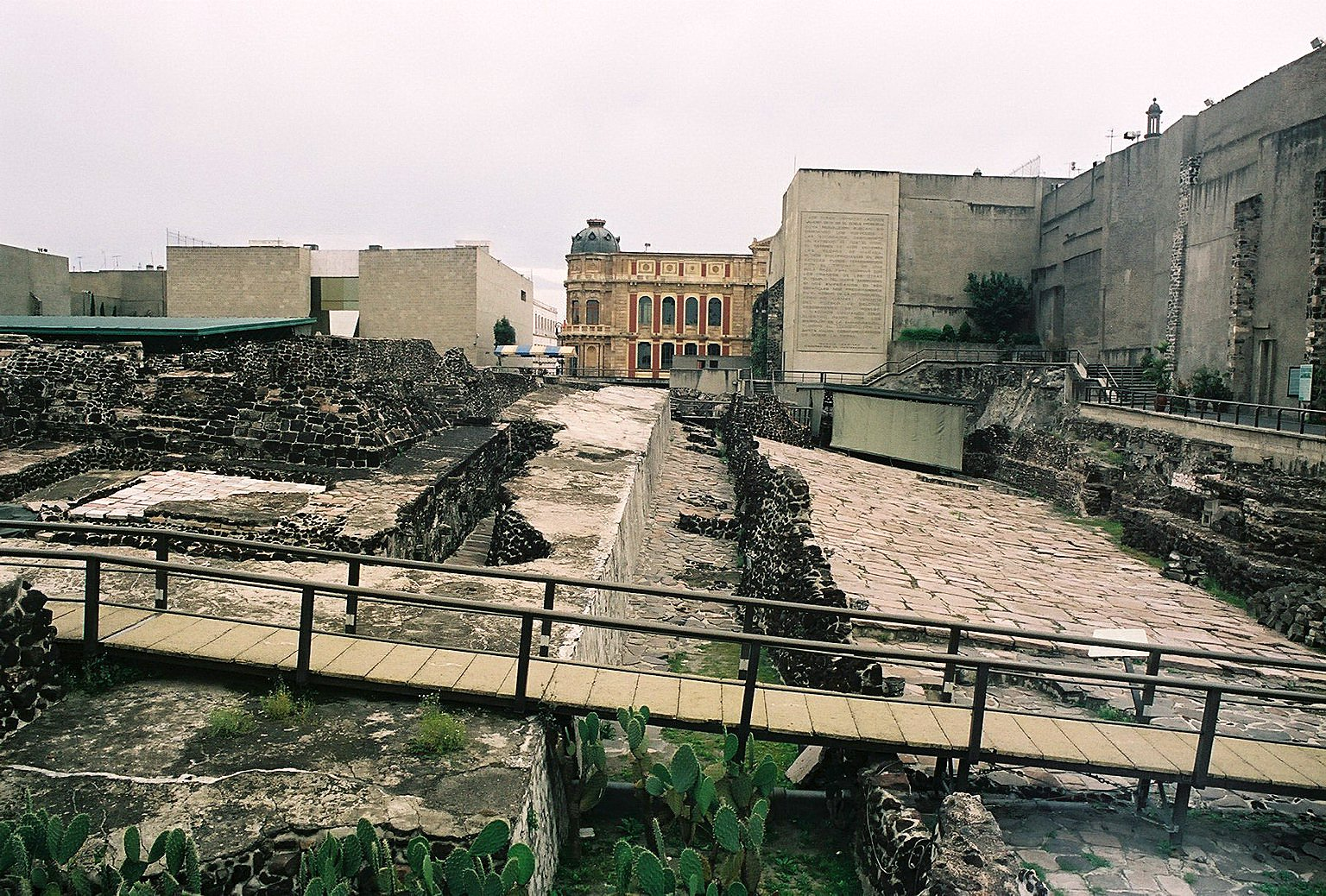
Les ruines du Templo Mayor, avec le musée au fond à gauche.

Le musée del Templo Mayor se trouve dans le centre historique de Mexico, qui était également le centre de la capitale aztèque Tenochtitlan. Le musée a pour but de faire connaître les découvertes du site de fouilles archéologiques du Templo Mayor.
Inauguré en 1987, il est l'œuvre de Pedro Ramírez Vázquez et Jorge Ramírez Campuzano. Il abrite notamment le monolithe de Coyolxauhqui.

## Salles

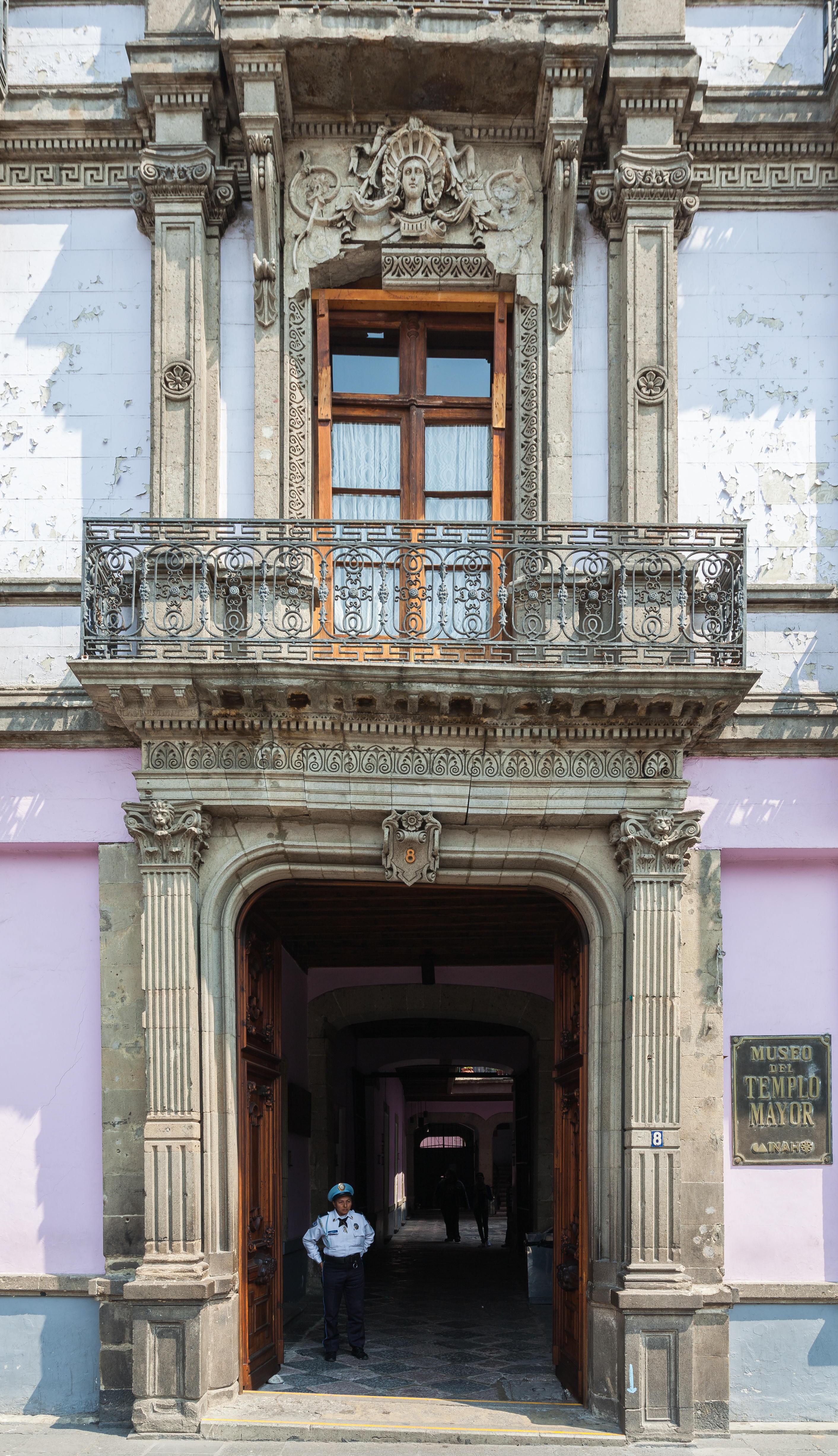
Entrée du musée.

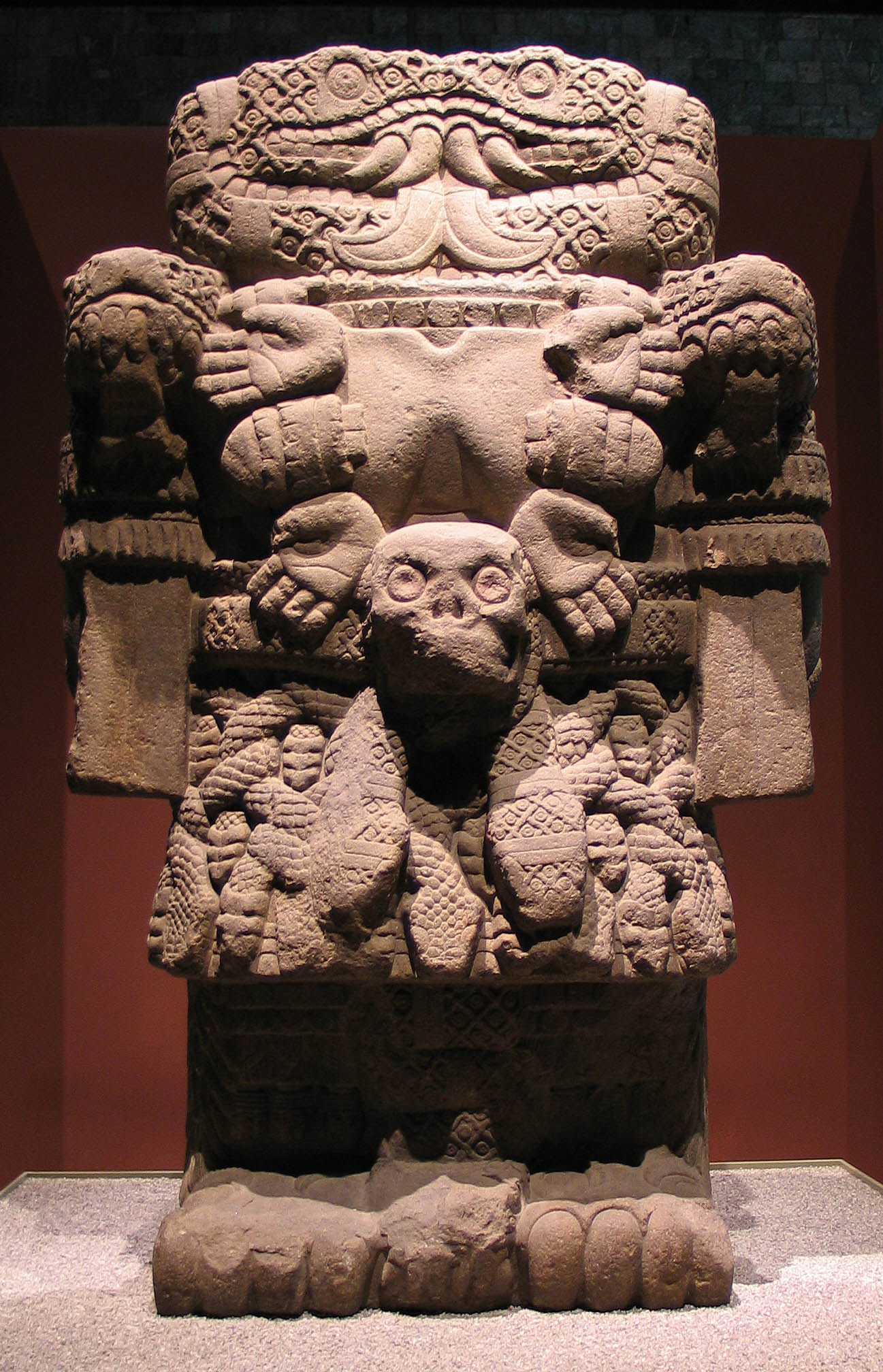
Le monolithe de Coatlicue

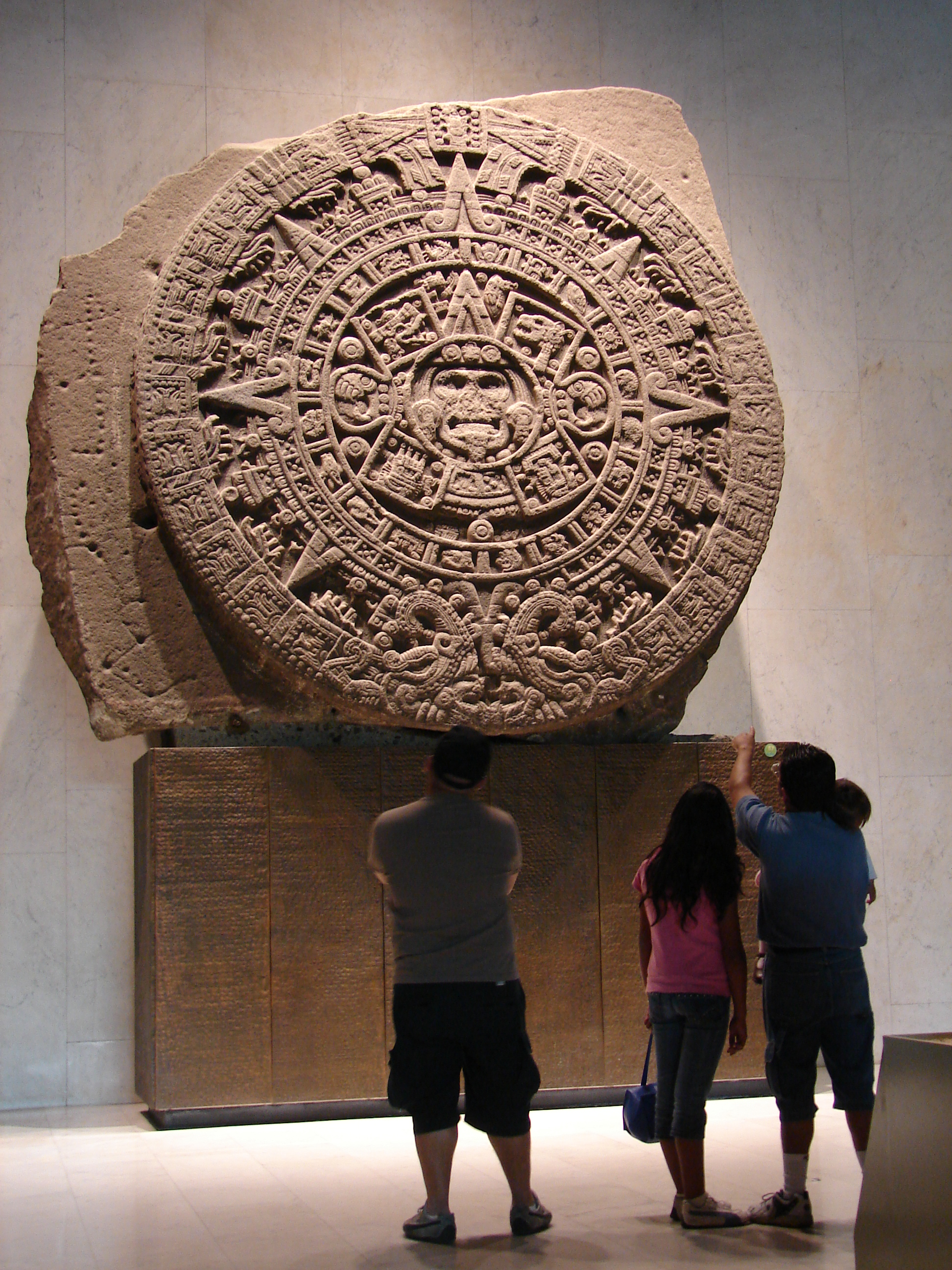
La Pierre du Soleil

L'exposition permanente du musée présente une sélection des objets découverts lors des fouilles du Templo Mayor ; ceux-ci sont répartis dans le vestibule et huit salles thématiques,,.
Dans le vestibule, outre les expositions temporaires, est exposé un mur de clavos cráneo (clous dont la tête représente un crâne) évoquant un tzompantli et constitué de pièces excavées du site.
L'exposition de la salle 1, intitulée Antecedentes, présente les trouvailles et les recherches au Templo Mayor depuis 1790, quand furent découvertes la Pierre du Soleil et le monolithe de Coatlicue. Elle présente notamment le PAU (Programa de Arqueología Urbana) créé par Eduardo Matos Moctezuma en 1991.
Celle de la salle 2, Ritual y sacrificio, expose des objets liés aux rites funéraires, aux cérémonies religieuses et aux sacrifices humains aztèques.
La salle 3, Tributo y comercio, est dédiée au commerce avec les autres peuples et aux tributs que leur devaient les peuples soumis au pouvoir mexica.
La salle 4, Huitzilopochtli, concerne les objets associés au culte de la divinité tutélaire mexica.
La salle 5, Tláloc, présente des objets du dieu de la pluie.
La salle 6, Flora y fauna, expose des restes d'animaux et de plantes liés à l'environnement et au milieu religieux.
La salle 7, Agricultura, est dédiée aux objets montrant l'importance de l'agriculture chez les Aztèques.
La salle 8, Arqueología histórica y colonial, concerne les objets postérieurs à la venue des Espagnols, jusqu'au XXe siècle.